# Łodyga

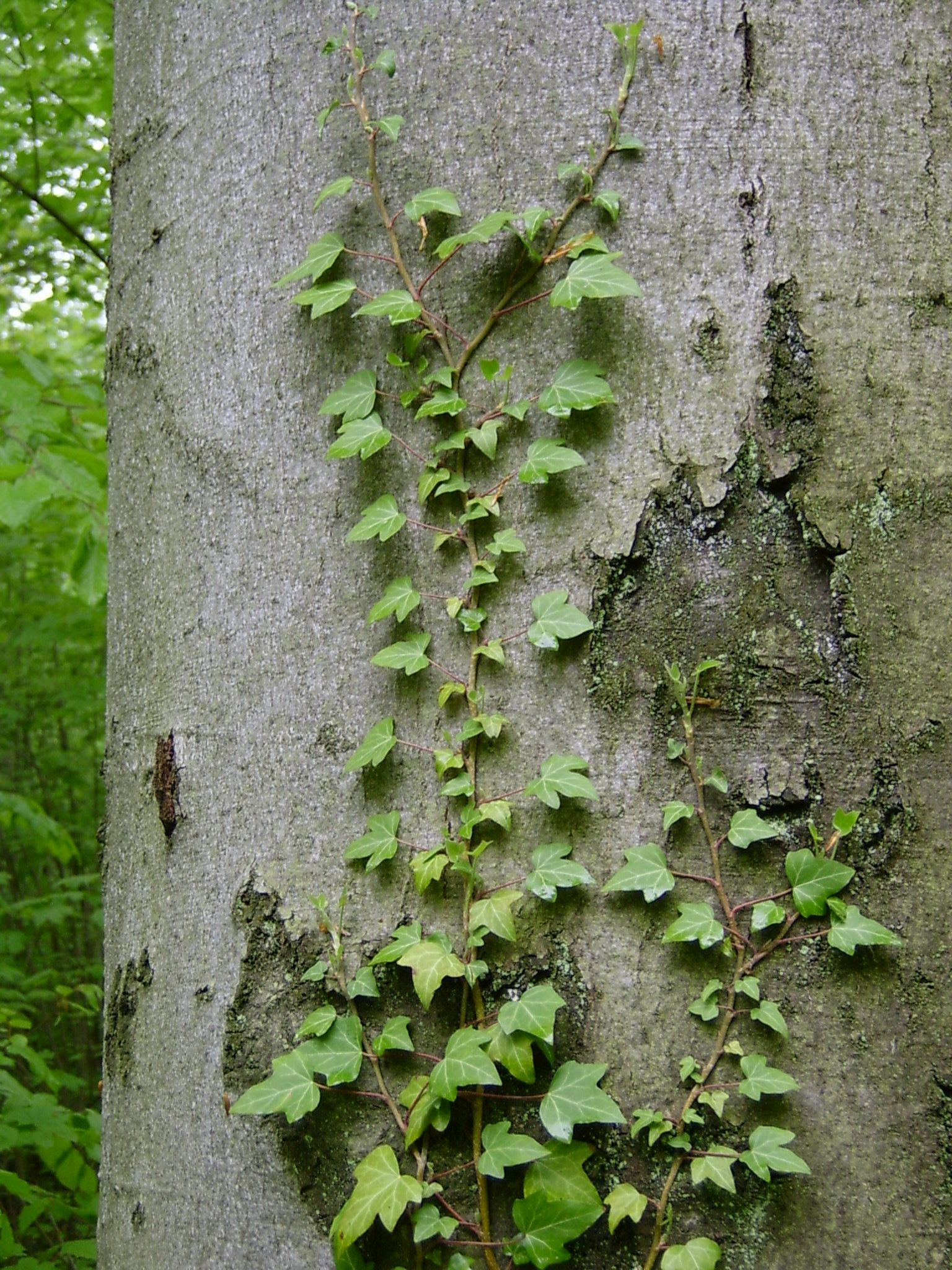
Łodygi bluszczu pospolitego wspinające się po zdrewniałej łodydze (pniu) buka zwyczajnego

Łodyga – osiowa część rośliny naczyniowej, która wraz z umiejscowionymi na niej liśćmi, pąkami, kwiatami i owocami stanowi pęd. Powstaje w wyniku podziałów i różnicowania komórek stożka wzrostu.

## Funkcje
- podtrzymuje liście, kwiaty, owoce, wznosząc je na wysokość umożliwiającą skuteczniejsze korzystanie ze światła, zapylanie, rozsiewanie,
- przewodzi wodę i sole mineralne z korzenia, a asymilaty z liści do pozostałych organów,
- magazynuje substancje odżywcze, wodę i sole mineralne,
- łodygi zielone (niezdrewniałe) biorą udział w procesie fotosyntezy.

Warunki bytowania determinują w znacznej mierze funkcje łodygi, w tym głównie stosunek funkcji mechanicznej do transportowej, np. układ mechaniczny łodyg roślin wodnych jest przystosowany do falowania i prądów, transport wody jest natomiast znacznie ograniczony lub nie występuje w ogóle; w przypadku łodyg podziemnych (kłącza, rozłogi) zarówno funkcja mechaniczna, jak i transportowa jest znacznie ograniczona. Łodygi nadziemne (zarówno pnące, jak i wolno stojące) muszą być przystosowane zarówno do sprawnego transportu wody i substancji organicznych, jak i do znoszenia naprężeń, wygięć i skręceń mechanicznych.

## Morfogeneza
Łodyga, jak i cały pęd powstają w wyniku podziałów komórek w obrębie merystemu wierzchołkowego wchodzącego w skład wierzchołka wzrostu. U większości okrytonasiennych, zarówno jednorocznych, jak i wieloletnich drzewiastych wierzchołek wzrostu to niewielka strefa o średnicy kilkuset mikrometrów. Znacznie większy może występować u sagowców i paproci, gdzie osiąga rozmiary do kilku milimetrów. W obrębie merystemu wierzchołkowego wyróżniana jest strefa merystemu apikalnego (promerystemu), zlokalizowana w najbardziej szczytowej części wierzchołka określanej dystalną strefą osiową. Pod nią znajduje się merystem centralny (subapikalny) określany jako proksymalna strefa osiowa. Wokół znajduje się strefa proksymalna peryferyczna, czyli merystem peryferyczny. Ze strefy proksymalnej osiowej wykształca się rdzeń łodygi, a ze strefy peryferycznej zawiązki liści oraz prokambium, kambium i kora pierwotna. W strefie pod wierzchołkiem wzrostu dochodzi do wydłużania się komórek, co decyduje o wysokości rośliny. Z prokambium wykształca się protoksylem i protofloem, które po zakończeniu procesu wydłużeniowego stają metaksylemem i metafloemem. Z części komórek prokambium powstaje również kambium wiązkowe odpowiedzialne za wykształcenie wtórnych tkanek przewodzących.

## Anatomia
Jednoliścienne

Przekrój przez łodygę: 1 – rdzeń, 2 – protoksylem, 3 – drewno (ksylem), 4 – łyko, 5 – sklerenchyma, 6 – kora pierwotna, 7 – epiderma

Zewnętrzną warstwę łodygi stanowi pokryta kutykulą skórka pędu (epiderma), w której znajdują się aparaty szparkowe.
Przykładem rośliny jednoliściennej o łodydze pełnej jest kukurydza zwyczajna Zea mays. Pod skórką znajduje się cienka warstwa sklerenchymy, a pod nią cienki miękisz asymilacyjny. Większość jednoliściennych nie ma wtórnych tkanek twórczych (kambium i fellogenu), w związku z czym zachowują przez całe życie budowę pierwotną. Tkanki zwykle nie są zróżnicowane na korę pierwotną i walec osiowy. Wnętrze łodygi wypełnia miękisz zasadniczy (bezzieleniowy), w którym rozproszone nieregularnie są wiązki przewodzące (taki rozproszony układ wiązek to ataktostela). Są to wiązki kolateralne zamknięte (bez przyrostu wtórnego).
Inny typ budowy anatomicznej łodygi reprezentuje np. pszenica zwyczajna Triticum aestivum. Pod epidermą znajdują się niewielkie skupienia miękiszu asymilacyjnego, poprzedzielane skupieniami sklerenchymy, w obrębie których znajdują się wiązki przewodzące kolateralne zamknięte (na przemian większe i mniejsze). Wnętrze młodej łodygi wypełnia miękisz zasadniczy, który w miarę starzenia się rośliny stopniowo zamiera i kruszy się, pozostawiając pusty kanał wewnątrz łodygi (w międzywęźlu). Pozostałe tkanki drewnieją. Taka konstrukcja łodygi sprawia, że jest ona giętka i lekka.
Dwuliścienne
Łodyga roślin dwuliściennych może mieć budowę pierwotną i wtórną. Budowa pierwotna występuje u wszystkich gatunków, budowa wtórna – u niektórych. W tym drugim przypadku budowa pierwotna ograniczona jest tylko do najmłodszych, wierzchołkowych części łodygi, budowa wtórna cechuje starsze części.
Budowę pierwotną łodygi tworzą tkanki pierwotne, powstające w merystemie wierzchołkowym (stożku wzrostu pędu). Zewnętrzną warstwę łodygi stanowi pokryta kutykulą epiderma z aparatami szparkowymi. Pod skórką znajduje się kora pierwotna. Jej zewnętrzną część stanowi zazwyczaj tkanka wzmacniająca – kolenchyma albo sklerenchyma. Pod nią znajduje się warstwa miękiszu, w obwodowej części bogatego w chloroplasty (stąd zielony kolor łodygi). Ostatnią stanowi endoderma, której komórki zawierają ziarna skrobi lub wytwarzają pasemka Caspary'ego. Centralną część łodygi zajmuje walec osiowy. U niektórych roślin jego zewnętrzną część stanowi okolnica (perycykl). W walcu osiowym znajduje się tkanka przewodząca tworząca zwarty pokład lub ułożona w postaci wiązek poprzedzielanych tkanką miękiszową. Środek walca osiowego wypełnia rdzeń, najczęściej miękiszowy. Przyrost wtórny łodygi następuje wskutek działania merystemów bocznych, tj. miazgi i fellogenu. Miazga wytwarza na zewnątrz łyko wtórne, a do wnętrza – drewno wtórne.

## Przekształcenia

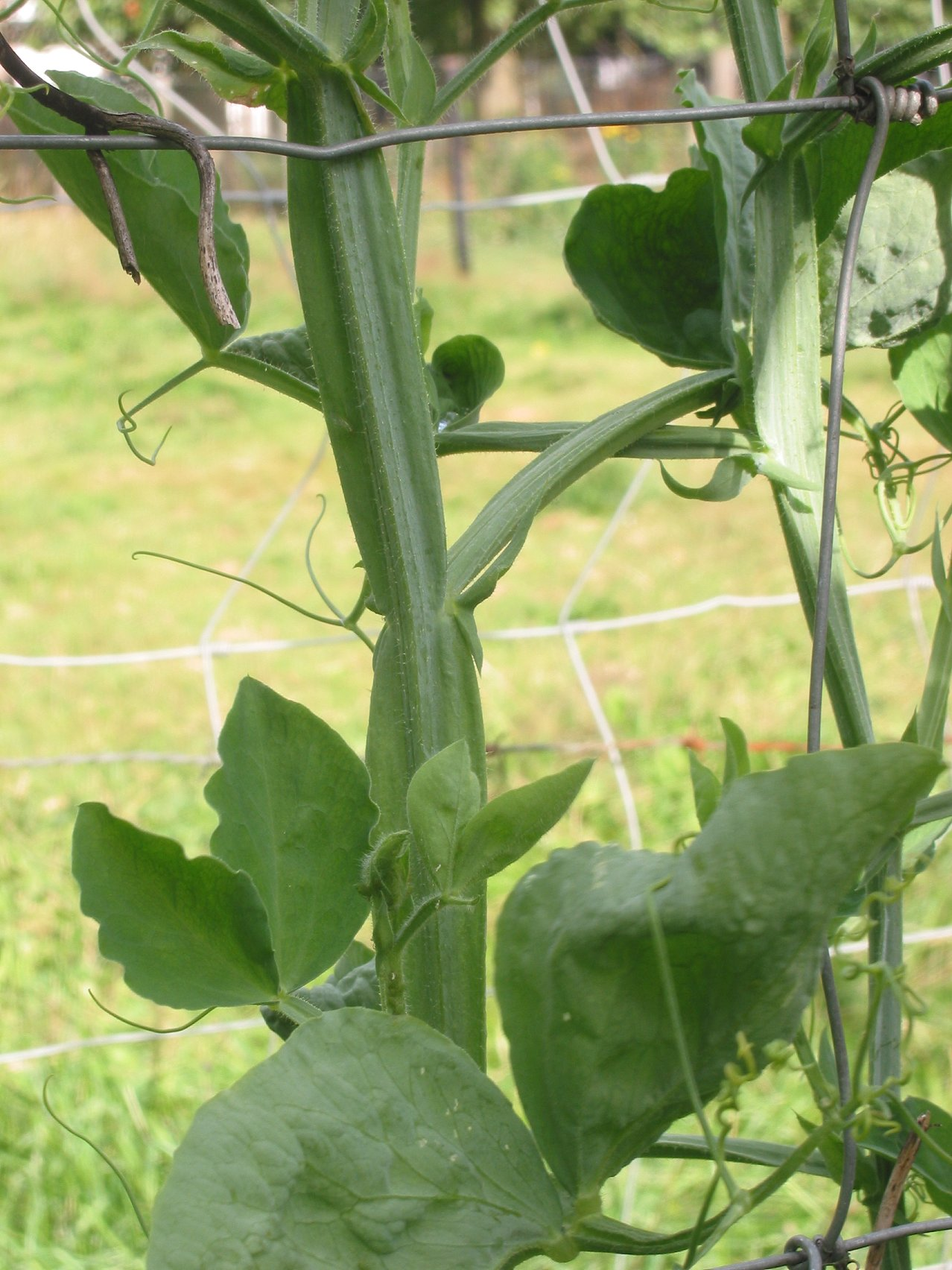
Pełniąca funkcję asymilacyjną, oskrzydlona łodyga groszku pachnącego

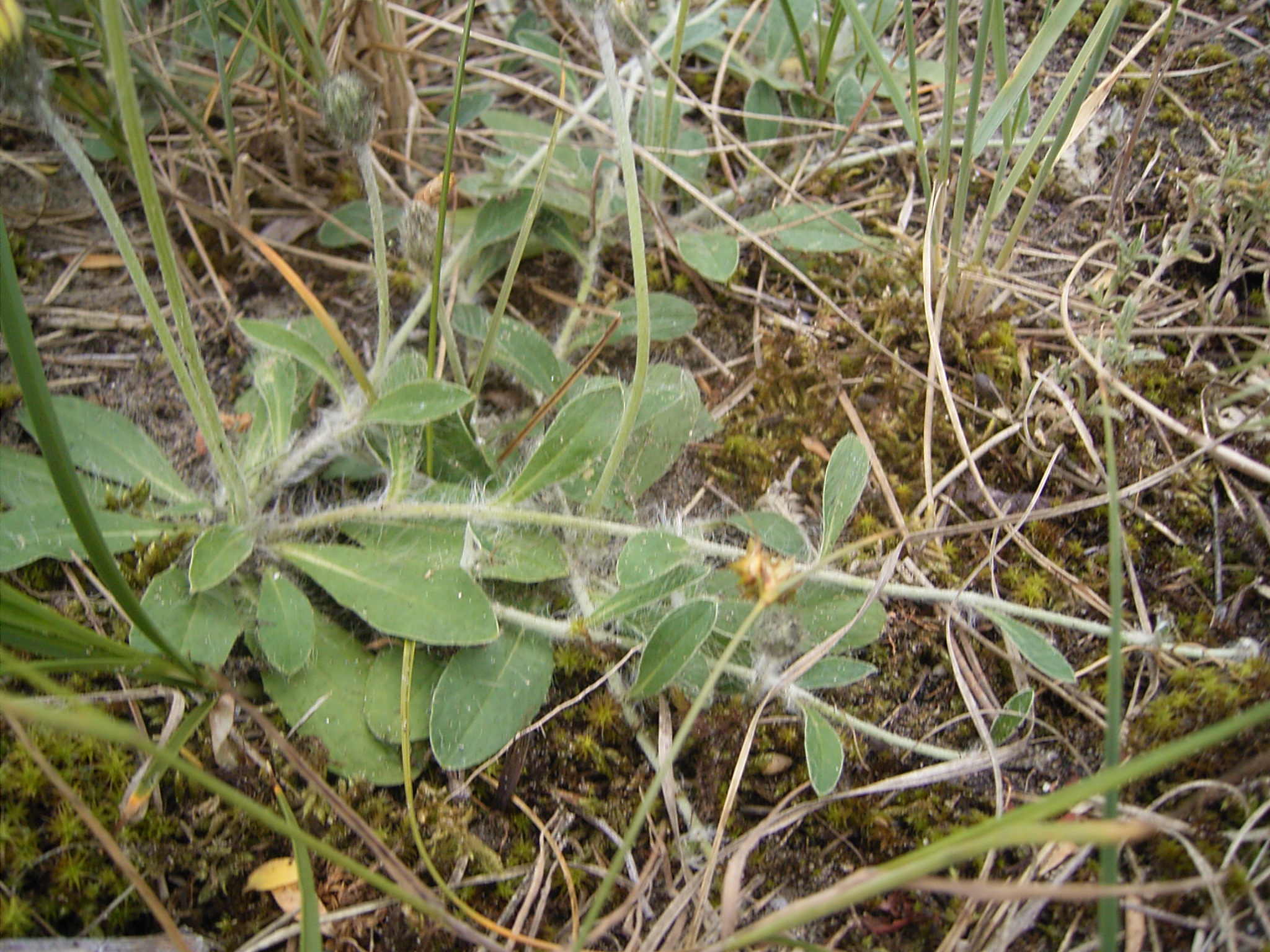
Rozłogi jastrzębca kosmaczka

- Łodyga spichrzowa – gromadzi materiał zapasowy umożliwiając przetrwanie rośliny w trudnych warunkach, a po ich poprawie umożliwia ponowny rozwój rośliny. W budowie wewnętrznej charakterystyczna jest obecność miękiszu spichrzowego. Przykładem roślin wykształcających łodygi spichrzowe są kaktusowate.
- Cebula – jest silnie skróconym pędem podziemnym, składającym się z krótkiej łodyżki, zwanej piętką, i gęsto na niej osadzonych liści zmodyfikowanych do postaci łuski magazynującej zapasy. Z piętki wyrastają korzenie przybyszowe, a na jej wierzchołku znajduje się pączek szczytowy, który w następnym roku rozwija się w pęd kwiatonośny. Cebule występują głównie u roślin jednoliściennych (np. cebula zwyczajna, czosnek pospolity).
- Gałęziak – zastępuje liście w pełnieniu funkcji asymilacyjnej. Jest to spłaszczona łodyga z miękiszem asymilacyjnym, z licznymi chloroplastami. Gałęziaki występują np. u opuncji i szparagów.
- Rozłogi – wydłużone pędy roślin płożące się tuż nad powierzchnią ziemi. Zakorzeniając się w węzłach i wyrastając, tworzą nowe rośliny. Po obumarciu rośliny macierzystej lub oderwaniu się od niej, stają się samodzielnymi roślinami. Przykładem roślin wytwarzających rozłogi są poziomki.
- Ciernie – wyrostki o szydłowatym kształcie, ostro zakończone, chroniące rośliny przed zjedzeniem przez zwierzęta roślinożerne, będące przekształconymi liśćmi lub pędami (np. u tarniny i robinii). Ciernie są charakterystyczne dla kserofitów (roślin zasiedlających typowo suche biotopy, jak pustynie, busz i stepy), ale są spotykane i w naszej strefie klimatycznej. Ciernie są wzmocnione tkanką mechaniczną, co utrudnia ich złamanie i mają własną wiązkę przewodzącą,
- Wąsy – podobnie jak ciernie mogą być pochodzenia pędowego lub liściowego. Są to organy czepne, nierozgałęzione lub rozgałęzione, cienkie, wrażliwe na dotyk i pod wpływem bodźca mechanicznego owijające się dookoła podpory. Wąsy pędowe są przekształconymi łodygami, na których mogą występować szczątkowe liście oraz kwiaty. U męczennicy wąsy są przekształconymi pędami bocznymi wyrastającymi z pachwiny liści, u winorośli zaś wąsy stanowią zakończenia osi rozgałęzionego pędu.
- Źdźbło – zielna łodyga roślin z rodziny wiechlinowatych (traw). Cechuje się dużą wytrzymałością mechaniczną, pomimo delikatnej i lekkiej budowy. Składa się z pustych międzywęźli oraz pełnych węzłów (kolanek).

## Podziały
Łodygi ze względu na trwałość dzieli się na:
- zielne – nietrwałe, obumierające pod koniec sezonu wegetacyjnego, występują u roślin jednorocznych (słonecznik, bób, dynia, rumianek), u dwuletnich (marchew, brukiew, pietruszka) i bylin, tracących na zimę część nadziemną, zimujących zaś w postaci organów przetrwalnikowych: np. cebul, kłączy lub bulw.
- zdrewniałe – trwałe, występujące u drzew i krzewów.

Ze względu na przekrój:
- obłe: róża, dąb,
- trójkanciaste: konwalia majowa,
- czterokanciaste: jasnota biała.

Ze względu na sposób wzrastania:
- wzniesione: tulipan,
- płożące: dynia,
- pnące:
  - wijące: powój, chmiel
  - czepne: psianka słodkogórz (czepne pędy boczne), przytulia czepna (czepne włoski), bluszcz pospolity (czepne korzenie), dzika róża (kolce), groch zwyczajny (wąsy pochodzenia liściowego), winorośl właściwa (wąsy pochodzenia pędowego).